# Concentrix
Concentrix  é uma empresa multinacional fundada pela Synnex Corporation, nos Estados Unidos, em 1991. Atua na área de Costumer Care e é especializada em outsourcing e na prestação de serviços de apoio técnico e de interação com o cliente.
É uma empresa cotada na Bolsa de Valores de Nova Iorque e fatura anualmente mais de 1,2 bilhão de dólares tendo como clientes marcas internacionais em 10 setores de atividade: Bancos e Serviços Financeiros, Saúde e Farmácia, Seguros, Tecnologia, Eletronica de Consumo, Comércio Eletrónico, Setor Público, Media e Comunicações, Indústria Automóvel e Transportes e Turismo. Sua controladora, a SYNNEX ocupa a posição 220° no ranking das 500 empresas mais valiosas do mundo.

## História e Aquisições
Embora a Concentrix tenha sido fundada oficialmente em 1991, seu patrimônio pode ser considerado desde meados dos anos 70 até os dias atuais, com suas soluções de administração de seguros e serviços, adquiridos em 2013 da IBM.
Basicamente, a empresa cresceu através de múltiplas aquisições, trazendo para si oito empresas desde 2006. Duas das aquisições mais importantes incluem o IBM Worldwide Customer Care Services Business, em 2013, e, mais recentemente, o Minacs Group Pte, em 2016.

### IBM Worldwide Customer Care Services Business
Em Setembro de 2013, a SYNNEX anunciou a compra da divisão de Customer Care da empresa de tecnologia IBM por cerca de U$ 505 milhões. A companhia pagou aproximadamente U$ 430 milhões em dinheiro e o restante, cerca de U$ 75 milhões, em ações ordinárias.
Com isto, a Concentrix incorporou à sua base mais de 54 mil funcionários em todo o mundo. A aquisição incluiu ainda a adição de mais de 300 clientes que prestam serviços em mais de 40 idiomas através de 50 centros de entrega em 24 países e seis continentes, consolidando sua posição entre as 5 maiores empresas de Customer Care do mundo.

### Grupo Minacs Pte
Em 2 de agosto de 2016, a SYNNEX anunciou a aquisição total da The Minacs Group Pte com conclusão da fusão em 1 de setembro de 2016. Desde então, a Concentrix adicionou cerca de mais 20 mil funcionários em 35 escritórios globais e trouxe experiência em otimização de marketing, SEO e capacidades analíticas adicionais, complementando sua cartela de serviços. 

## Soluções
A companhia fornece sistemas para administração de produtos de seguros de vida, saúde, previdência, ferramentas para o engajamento de front-office e aprimoramento de processos e operações através de análise, consultoria para transformação, ferramentas de otimização de mercado para aprimorar o ciclo de vida do cliente final e foco na otimização de mercado Ferramentas, digitalização e automação que inclui Internet das Coisas (IoT), e soluções de negócios Telematics.
A Concentrix gere estes serviços como parte de uma rede de distribuição global integrada com centros localizados em seis continentes. Concentrix suporta múltiplos canais de comunicação que incluem voz, bate-papo, e-mail, SMS e mídia social.
Com uma pegada global no negócio de terceirização de contact center, suas soluções de atendimento ao cliente incluem processos de negócios essenciais nas seguintes áreas:

### Serviços específicos do setor
Serviços empresariais personalizados para Telecomunicações, Mídia e Utilitários, Banca, Varejo, Viagens e Lazer, Saúde e Seguros, Indústria e Tecnologia e Setor Público.

### Recursos avançados de análise
Inclui Voice of the Customer Analytics (VOCA) para análise de conteúdo não estruturado, scorecards de desempenho, análise de call center, previsão de volume de chamadas, análise operacional, otimização de agentes; IVR analítica; Web analytics, valor de tempo de vida do cliente, aprimoramento de receita e outros recursos analíticos. Projetos em Social Media e Data Science também fazem parte do escopo.

### 'Digital First' e ativação multicanal
Voz, auto-atendimento, Resposta por Voz Interativa (IVR), SMS, bate-papo, suporte para celular e smartphone, web e mídia social, correio, fax e integração cara a cara (ramo / loja /

### Suporte Técnico e de Produto
Suporte técnico, help desk, ativação do produto, serviço de garantia, agendamento de serviços e suporte de campo.

### Coleções
Recuperação, detecção de fraude e coleções.

### Vendas
Geração de leads, solicitação de clientes, promoções, vendas multicanais, pesquisa e demonstração de produtos, up-sell e cross-sell, negociação e fechamento, suporte de vendas business-to-business e notificação de saída.

### Serviços
Gerenciamento de contas, atendimento ao cliente, resolução de problemas e disputas, gerenciamento de correspondência e gerenciamento de faturamento.

### Marketing
Gerenciamento de leads, gerenciamento de campanhas, geração de listas, segmentação de clientes, rentabilidade de clientes, segmentação de mercado, rentabilidade de produtos, desempenho de canais, análise de prospectos, análise de mercado e análise de unidades de negócios.

## Prêmios e Reconhecimento
Ao longo dos tempos, a Concentrix tem ganho vários prémios, a nível internacional (tanto individualmente quanto em parceria com outras empresas), como por exemplo:
- Concentrix e Cisco vencem o prémio “Best in the World for Business Partnership”.[9]
- Prémio "Prestigious Golden Sound" na China, durante o evento 51 Callcenter.[10]
- Concentrix Nicaragua vence o prémio "Exporter of the Year for World Class Services".[11]

### Reconhecimento da Indústria
Os próprios parceiros e clientes da Concentrix reconhecem a qualidade dos serviços prestados. Nos últimos anos, a companhia teve seus serviços avaliados nas categorias desempenho, abordagem e resolução de problemas, inovação e experiência ao cliente e foi vencedora dos seguintes prêmios:
- Analyst Awards

Gartner Magic Quadrants
HFS Research Winner’s Circles
Nelson Hall Leaders
Everest Group Peak Matrix
- Industry Awards

Stevie Awards
2016 Sales and Customer Service Innovation Award
Contact Center World
IAOP
Golden Peacock

## Escritórios
Em Portugal, a empresa tem sede em Braga e foi eleita "Embaixador Empresarial" da cidade. Em Maio de 2015 inaugurou outra unidade no Porto (Matosinhos).
A partir de 2020, a empresa irá ter um novo escritório no Porto Office Park, que se situará na Avenida Sidónio Pais, no Porto.￼
No Brasil, a empresa está sediada no bairro Barra Funda, na cidade de São Paulo e na cidade de Fortaleza-CE. Além disso, possui escritórios no bairro Água Branca, na zona oeste da capital e no complexo empresarial de Alphaville, em Barueri, na região metropolitana.

## Certificações
Em toda a sua operação global, a empresa obtém as seguintes certificações de segurança:
- ISO 9001:2000
- ISO 9001:2008
- ISO 27001:2013
- PCI DSS compliant Level 4
- SAS70 Type II
- HIPAA complianReferências

1. ↑  «Concentrix». Página global da empresa com mais detalhes de suas operações.
2. ↑  «Concentrix Brasil.». Versão brasileira do site da empresa.
3. ↑  «Synnex Corporation.». Página oficial da Synnex Corporation.
4. ↑  «CEO da Concentrix visita Braga». Synnex
5. ↑  «Concentrix inaugura hoje unidade em Matosinhos e contrata 500 pessoas»
6. ↑  <http://beta.fortune.com/fortune500/2015/>
7. ↑  «SYNNEX to acquire IBM's Customer Care Business Process Outsourcing Services Business and integrate with Concentrix»
8. ↑   <https://www.concentrix.com/concentrix-acquires-minacs/>
9. ↑  «Concentrix and Cisco Win "Best in the World for Business Partnership" Award»
10. ↑  «Finance Yahoo»
11. ↑  «Finance Yahoo»[ligação inativa]
12. ↑  «Invest Braga»
13. ↑  «Correio do Minho»
14. ↑  «Concentrix inaugura no Porto»